# ليون كيلي (لاعب كرة قدم)
ليون كيلي (بالإنجليزية: Leon Kelly)‏ (26 يونيو 1978 بكوفنتري في المملكة المتحدة - ) هو لاعب كرة قدم بريطاني في مركز الهجوم. لعب مع كامبريدج يونايتد ونادي ستاليبريدج سيلتيك ونونيتون بورو ‏ ونادي ووستر سيتي وإيكستون تاون ‏ وهنكلي يونايتد ‏ وبرومزغروف روفرز ‏ ونادي دوفر أتليتيك وSolihull Moors F.C. ‏ ونادي أثرستون تاون وAylesbury United F.C. ‏ وMassey Ferguson F.C. ‏.

## وصلات خارجية
- ليون كيلي على موقع قاعدة بيانات كرة القدم.إي يو (الإنجليزية)
- ليون كيلي على موقع Soccerbase.com (لاعب) (الإنجليزية)